# Altair (Schiff, 1919)
Die Altair, auch USS Altair (Kennung: AD-11), war ein Zerstörer-Tender der gleichnamigen Klasse der US Navy im Zweiten Weltkrieg.

## Bau und Technische Daten
Das Schiff wurde am 18. Dezember 1918 bei der Werft Skinner & Eddy in Seattle im Auftrag des United States Shipping Board (USSB) auf Kiel gelegt. Es handelte sich um einen Ein-Schrauben-Frachtdampfer mit Stahlrumpf. Es lief am 10. Mai 1919 mit dem Namen Edisto vom Stapel, wurde der Marineverwaltung des 13th Naval District unterstellt, erhielt die Identifikationsnummer ID-4156 und war für den Dienst als Kohlenfrachter vorgesehen. Schon nach kurzem Dienst unter dem USSB wurde die Edisto am 29. Oktober 1921 zur US Navy transferiert. Sie wurde am 2. November 1921 in Altair umbenannt, als Zerstörer-Tender („destroyer tenders“)klassifiziert, und am 6. Dezember 1921 von der US Navy in Dienst gestellt. Im New York Naval Shipyard wurde das Schiff in den folgenden neun Monaten mit Maschinen und Material aus stillgelegten Kriegsmaterialfabriken ausgerüstet. Die Endausstattung war im November 1922 abgeschlossen.
Das Schiff war 129,16 m lang und 16,54 m breit, hatte 6,27 m Tiefgang und verdrängte 6350 Tonnen (leer) bzw. 10160 t (voll beladen). Eine Dampfturbine und eine Schraube ermöglichten eine Geschwindigkeit von 10,5 Knoten. Das Schiff war mit vier 12,7-cm-Kanonen bewaffnet; zwei 7,6-cm-Kanonen wurden zwar bei der Indienststellung bewilligt, aber nie eingebaut. Die Besatzung bestand aus 481 Mann.

## Schicksal

### 1921–1941
Die Altair wurde der Destroyer Squadron 12 (Zerstörerflottille 12) in San Diego zugeteilt, die aus insgesamt 19 Booten bestand. Von 1922 bis 1939 folgte das Schiff den Booten seiner Flottille und versah die notwendigen Wartungsarbeiten. 1927 nahm es am Transport von 3000 Mann des United States Marine Corps nach Nicaragua teil.
Beim Ausbruch des Zweiten Weltkriegs in Europa im September 1939 lag das Schiff in San Diego, wurde aber im März 1940 nach Pearl Harbor verlegt, um den dort stationierten Zerstörern zu dienen. Mit Ausnahme einer Werftüberholung im Mare Island Naval Shipyard in Nordkalifornien vom 6. April bis 6. Juni 1941 versah die Altair diesen Dienst bis zum 30. September 1941.

### 1941–1946

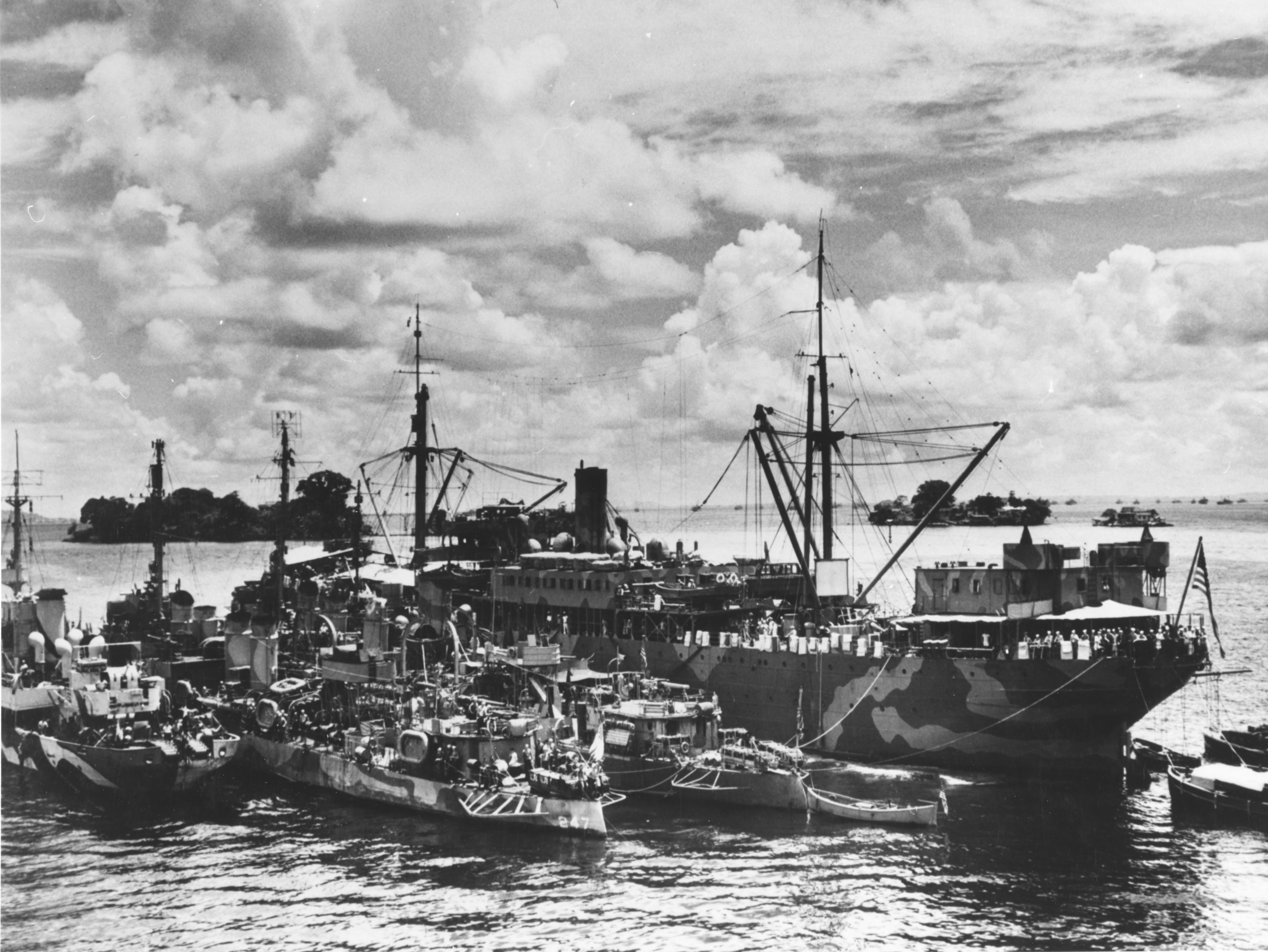
Die Altair (AD-11) in Port of Spain, Trinidad, am 1. Oktober 1942, mit den Schiffen USS Spry (PG-64), USS Bainbridge (DD-246) und USS Goff (DD-247) sowie der niederländischen Jan van Brakel (M-80)

Anfang November 1941 ging die Altair durch den Panamakanal nach Hamilton (Bermuda), von wo aus sie bis Juni 1942 die Zerstörer unterstützte, die im Nordatlantik operierten. Dann verlegte sie nach Trinidad und diente bis Juli 1943 den in der Karibik stationierten Zerstörern. Nach einem erneuten Werftaufenthalt im Juli–August in Norfolk (Virginia) fuhr sie wieder nach Bermuda, um die Zerstörer und Geleitzerstörer der sogenannten „shakedown group“ (Task Group 23.1) zu unterstützen, die dort ihre Probe- und Testfahrten durchführten. Im März 1945 wurde sie nach Guantanamo Bay auf Kuba verlegt, wo sie bis zum 3. Mai 1945 stationiert war. Danach wurde sie im Norfolk Naval Shipyard für den Dienst im Pazifik vorbereitet. Das Schiff verließ Norfolk am 26. Juli, blieb dann aber vom 4. bis 15. August in der Panamakanalzone, während der Krieg mit Japan zu Ende ging. Am 15. August brach die Altair nach Pearl Harbor auf, wo sie am 6. September eintraf und dort Tenderdienste verrichtete. Am 26. April 1946 ging sie nach San Francisco und von dort zum Mare Island Navy Yard, wo sie am 21. Juni außer Dienst gestellt wurde.

### Ende
Am 8. Juli wurde sie ausgemustert und an die Maritime Commission überstellt, und am 21. Juli erfolgte ihre Streichung aus dem Schiffsregister der US Navy. Danach lag sie in der Suisun Bay, wo die US Navy zahlreiche ausgemusterte Kriegsschiffe in der sogenannten „Mothball Fleet“ aufgelegt hatte. Am 9. März 1948 wurde das Schiff verkauft und anschließend abgewrackt.